# Atratothemis reelsi
Atratothemis reelsi – gatunek ważki z rodziny ważkowatych (Libellulidae), jedyny przedstawiciel rodzaju Atratothemis. Zamieszkuje południowe Chiny (w tym wyspę Hajnan) oraz Laos.
Gatunek i rodzaj opisał Keith D.P. Wilson w 2005 roku. Holotyp to samiec odłowiony w lipcu 1998 roku w Mulun w regionie autonomicznym Kuangsi na południu Chin.